# М1926 (каска, Швеция)

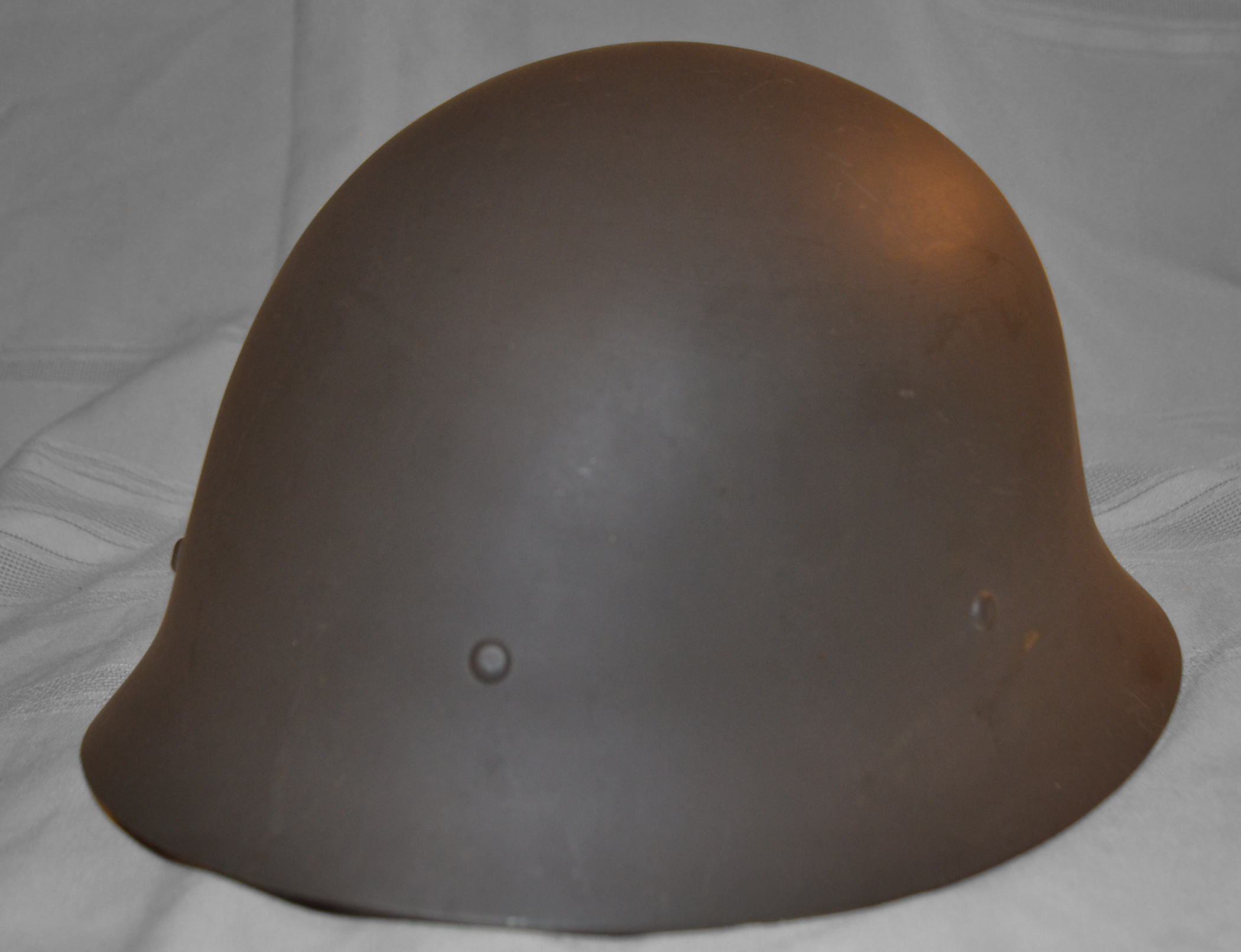
M26.

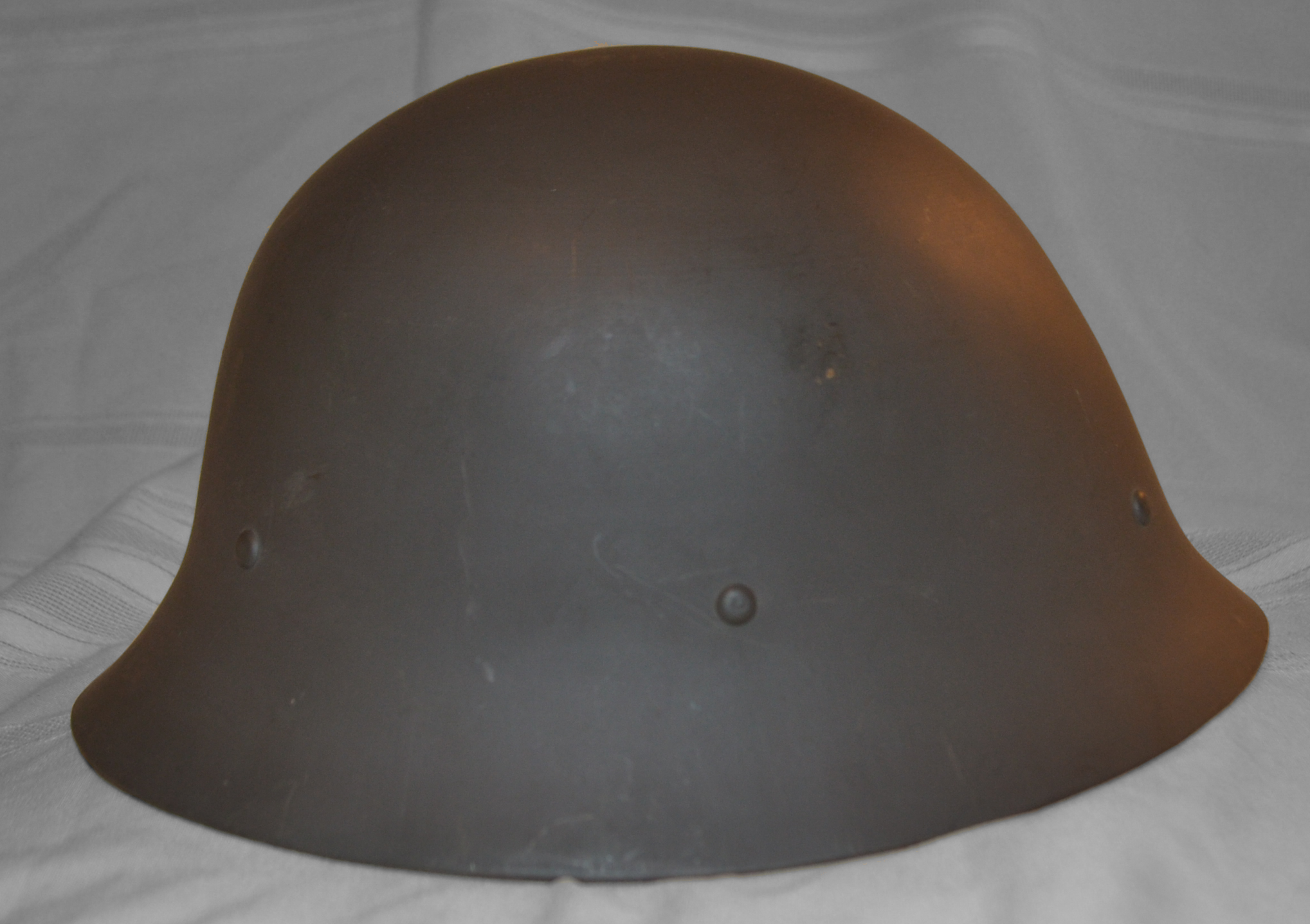
M26, вид сбоку

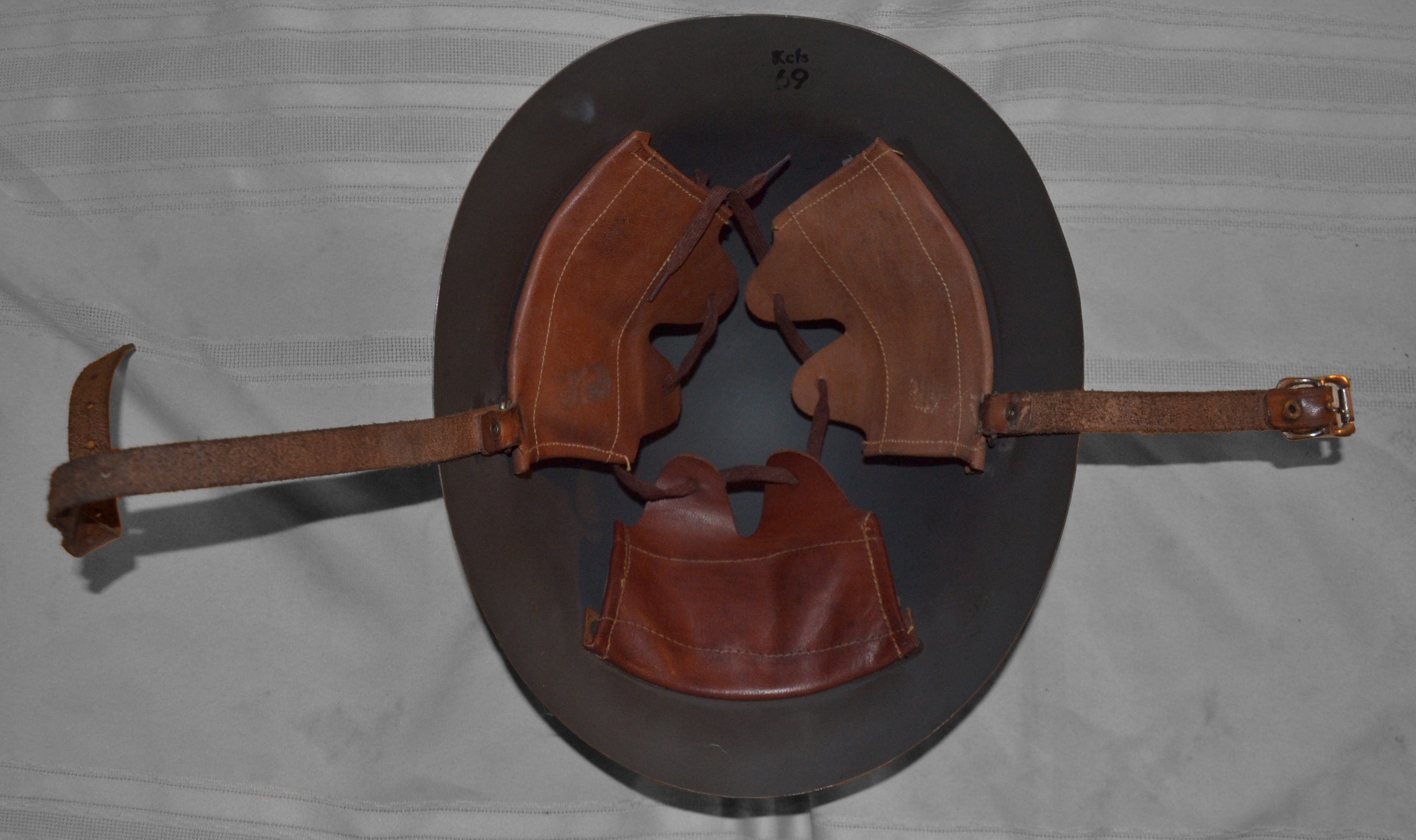
Подшлемник M26

M1926 — шведский общевойсковой стальной шлем.
Преемник стального шлема M1921, M1926 имел упрощённую конструкцию по сравнению со своим предшественником и в течение многих лет использовался на второстепенных ролях после того, как был официально заменён стальным шлемом M37.

## История
Компания Eskilstuna, создатель шлема М1921, разрабатывая новый стальной шлем для шведской армии, стремилась достичь снижения общей массы оболочки каски. По этой причине были изучены новые сплавы и упрощена конструкция, сохранив в целом внешность М21, но с меньшими размерами и деталями. Для изготовления нового шлема была использована специальная сталь со сплавом хрома и никеля. В 1965, всё ещё применявшиеся частями второй линии М26 подверглись модернизации, выразившейся в замене подшлемника. Улучшенные каски получили обозначение М26-B.

## Описание
По сравнению с предыдущей версией, M1926 имеет ту же основную форму, но упрощённую за счет отсутствия гребня на верхней части оболочки, гребня с тремя коронами на передней поверхности шлема, закругленного края и металлической ленты, которая прикрепляла подшлемник к оболочке. Подшлемник такой же, как на M1921, но крепится прямо к оболочке, а не на отдельной ленте.

## В других странах

### Финляндия
Швеция предоставила Финляндии данную модель шлема в качестве помощи во время конфликта с Советским Союзом. 

### Норвегия
Шлем, идентичный M26, поставлялся в Норвегию под обозначением M31. Позже выпуск сходного шлема несколько изменённого образца был освоен на заводе «Raufoss Ammunisjonfabrikker» (около 100 км на север от Осло). Этот образец, известный также как «Baltik Hjalmar», отличался от шведских наличием гребня сверху и устройством подшлемника местного производства со стальной лентой, а также окраской (зелёный). Ранние модели подшлемника крепились при помощи пяти заклёпок, поздние — тремя.
Данный шлем использовался во время Норвежской кампании. M26 также выдавался полиции Норвегии с базой в Швеции. Во время оккупации они применялись и в местной коллаборационистской квислинговской полиции "Nasjonal Samling". В послевоенные годы некоторое их количество ещё применялось наряду с оставшимися от германской армии запасами "штальхельмов" различных типов (именовались в Норвегии M40), которые в конце 1950-х — начале 1960-х годов были заменены на шлем M58 (аналог американского M1).

## Пользователи
- Швеция: формально заменён шлемом М37, фактически применялся до конца 1960-х.
- Финляндия: поставлялся во время советско-финской войны.
- Норвегия: поставлялся норвежским военным и полиции.

## Галерея

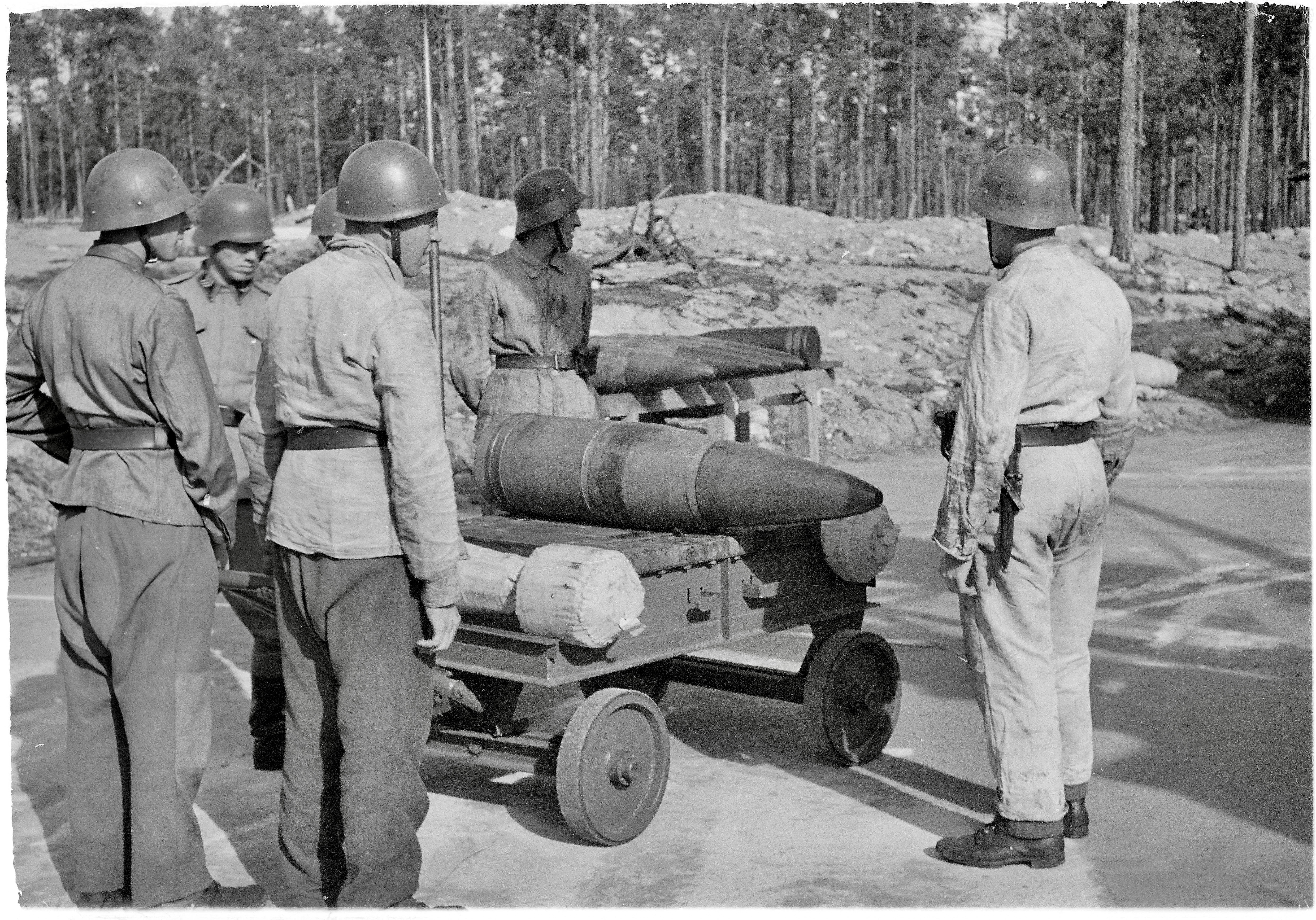
Финские артиллеристы, солдат справа экипирован шлемом М26. ВМБ Ханко, 1943 год.
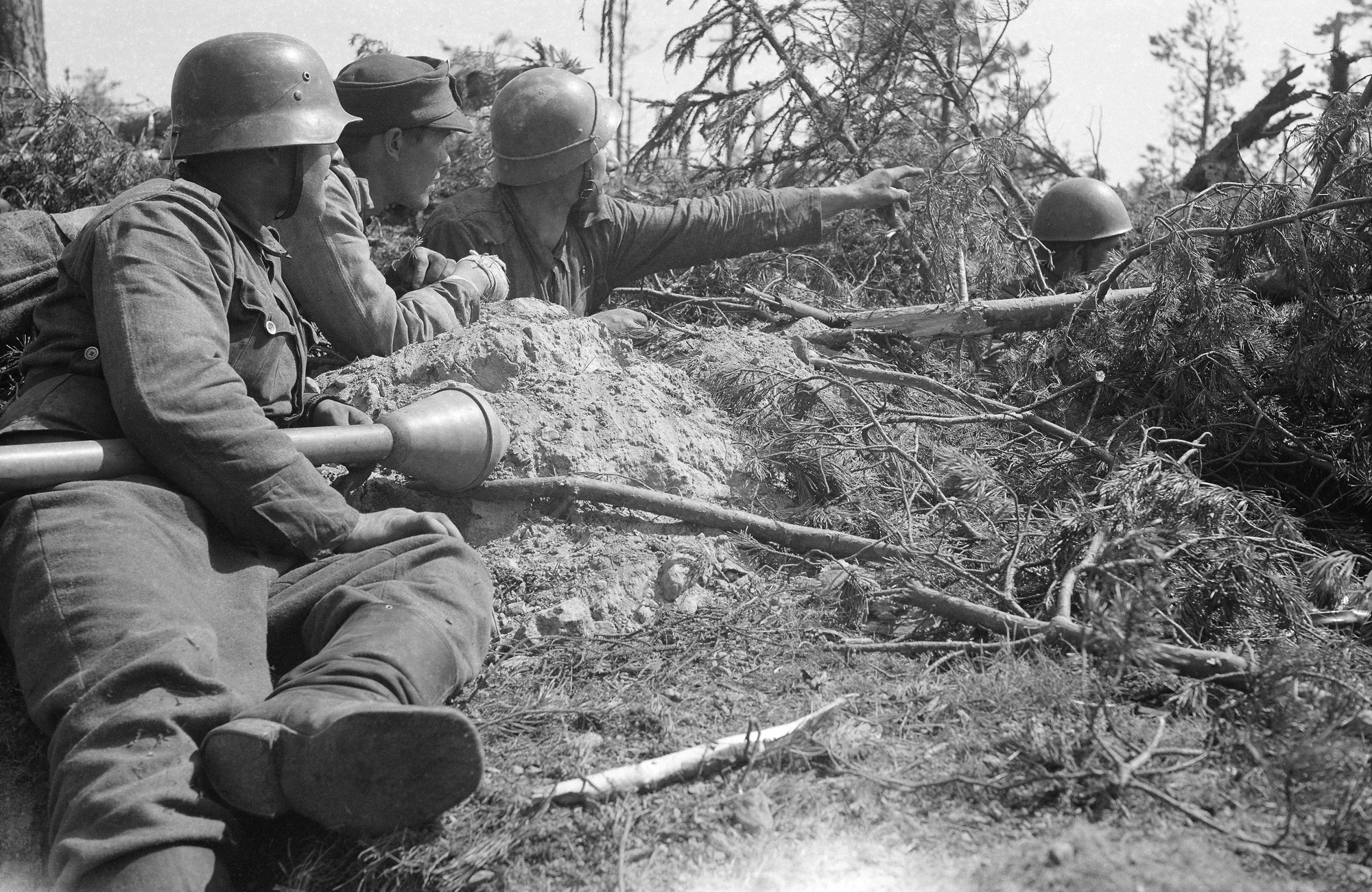
Финские солдаты во время сражения у Ихантала. Солдат слева носит Штальхельм, в центре — М26, справа — М37 (или его финская копия М40).
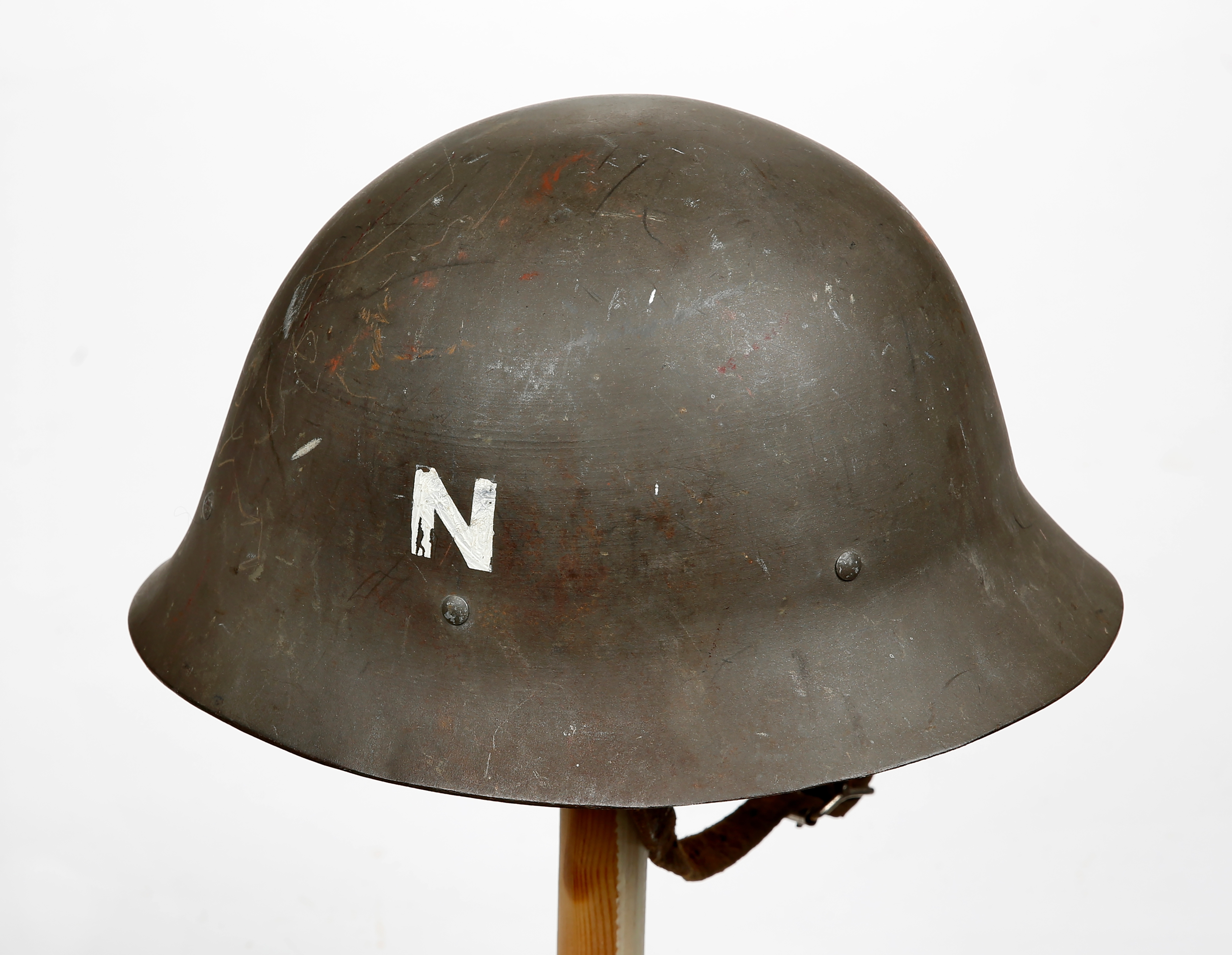
Шлем М26 норвежской полиции в Швеции.